# Borges de Barros
Fileto Borges de Barros (Corumbá, 27 de março de 1920 – São Paulo, 12 de dezembro de 2007) foi um ator, humorista e dublador brasileiro. Ficou conhecido como "O homem das mil caras e das mil vozes".

## Biografia

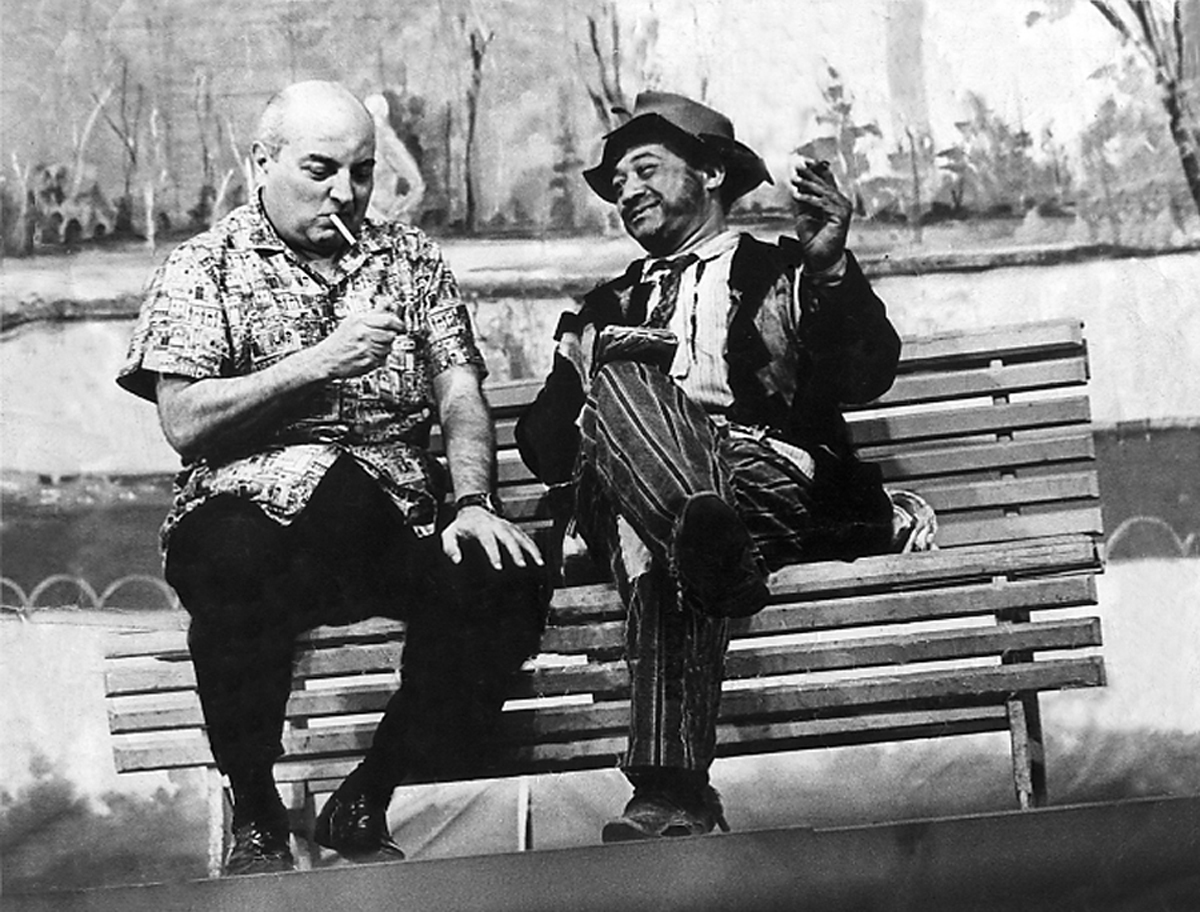
Manoel de Nóbrega e Borges de Barros na Praça da Alegria da TV Record

Filho do alfaiate Leobino Borges de Barros (que morreu quando Borges de Barros nasceu) e Teresa de Jesus Lívio, ele e seus cinco irmãos foram criados pela mãe e tiveram uma infância pobre. Ainda na infância mudou-se, com a família, para Campo Grande e estudou em colégio de padres, tendo no padre João Crippa o seu tutor espiritual. Aos doze anos, já era professor de catecismo.
Quando já morava em São Paulo, estudou no Instituto de Ciências e Letras, de Alfredo Pucca, e trabalhava como guarda-livros para ajudar no sustento da família. Numa festa de fim de ano do instituto, perceberam sua veia cômica e sua voz poderosa, sendo convidado a trabalhar na Rádio Difusora. Na rádio, sua principal característica foi logo notada; a capacidade de fazer várias vozes diferentes. A partir de então, começou a fazer rádio-novelas e trabalhar com dublagens, quando uma lei obrigava que os filmes estrangeiros fossem dublados para serem exibidos na televisão. Dublou personagens famosos, como Moe do seriado Os Três Patetas, mas o principal deles foi o Dr. Smith em Perdidos no Espaço.
Embora procurasse fazer personagens sérios, sempre o escalavam para comédias e assim conheceu Manuel da Nóbrega, na TV Paulista. Manuel o escolheu para fazer a Praça da Alegria, no papel de mendigo milionário, no que fazia críticas políticas. O seu bordão "Caro colega" ficou muito conhecido no Brasil todo. A parceria com Manuel da Nóbrega durou 25 anos.
Sua técnica de dublagem foi tão influente que se tornou referência na área, de modo que seu nome virou verbo. Sempre que um dublador consegue acertar uma sequência difícil, o profissional recebe o elogio de que ele “borgeou” aquele trabalho.

## Morte
Borges de Barros faleceu no dia 12 de dezembro de 2007, aos 87 anos, vítima de parada cardíaca, após cerca de 25 dias de internação por insuficiência renal.

## Carreira

### Televisão
| Ano     | Título               | Emissora               |
| ------- | -------------------- | ---------------------- |
| 1957/70 | Praça da Alegria     | TV Paulista e RecordTV |
| 1965    | Quatro Homens Juntos | Slingem                |
| 1965    | Ceará contra 007     | Gervásio               |
| 1973/74 | Meu Adorável Mendigo | Tatu                   |
| 1976    | Bacará 76            |                        |
| 1979    | Os Gigantes          | Jardineiro Onofre      |
| 1981/82 | Os Adolescentes      | Padro                  |
| 1984    | Jerônimo             | Tony Boy               |
| 1987/98 | A Praça É Nossa      | Mendigo Nobre          |

### Cinema
| Ano  | Título                              | Papel      |
| ---- | ----------------------------------- | ---------- |
| 1952 | Simão, o Caolho                     | Genésio    |
| 1970 | Se Meu Dólar Falasse                | Comendador |
| 1973 | Regina e o Dragão de Ouro           | Zurui      |
| 1998 | Boleiros - Era uma Vez o Futebol... | Morador    |